# Reinhold Seeberg
Reinhold Seeberg (født 5. april 1859 i Pörrafer i Livland, død 23. oktober 1935 i Ahrenshoop) var en tysk protestantisk teolog.
Seeberg blev efter studier i Dorpat og Erlangen 1884 privatdocent og 1885 ekstraordinær professor i Dorpat, 1889 ordentlig professor i Erlangen, hvorfra han 1898 forflyttedes til Berlin for at danne en konservativ modvægt mod den liberale Harnack; imidlertid har Seeberg ingenlunde altid kunnet tilfredsstille de krav, som man fra konservativ-teologisk side stillede til ham, og hans program for en moderne positiv teologi gav anledning til en livlig meningsudveksling.
Hans videnskabelige hovedværk er: Lehrbuch der Dogmengeschichte, I-IV (3 oplag, 1913-23); desuden kan nævnes Die Theologie des [[Duns
Scotus]] (1900), Grundriss der Dogmengeschichte (4. Opl., 1919), Die Grundwahrheiten der christlichen Religion (7. oplag, 1921), Christliche Dogmatik, I—II (1925), Ewiges Leben (5. oplag, 1920), System der Ethik (2. oplag, 1920), Aus Religion und Geschichte, I—II (1900—09), Die Kirche Deutschlands im 19. Jahrhundert (3. oplag, 1910).